# 마이클 매킨
마이클 매키언(Michael McKean, 영어 발음: /məˈkiːən/, 1947년 10월 17일 ~ )은 미국의 배우, 희극인, 영화 각본가, 감독, 가수, 작곡가, 음악가이다.

## 출연 작품

### 영화
- 1941 (1979)
- 고물차 소동 (1980)
- 이것이 스파이널 탭이다 (1984)
- 살인 무도회 (1985)
- 위기의 암호명 (1986)
- 사랑의 록밴드 (1987)
- 자동차 대소동 (1987)
- 조니 5 파괴 작전 2 (1988)
- 이지 걸 (1989)
- 동반 탈주 (1990)
- 투명 인간의 사랑 (1992)
- 맨 트러블 (1992)
- 콘헤드 대소동 (1993)
- 에어헤드 (1994)
- 브래디 펀치 (1995)
- 잭 (1996)
- 꼬마 유령 캐스퍼 2 - 새로운 모험 (1997)
- 낫씽 투 루즈 (1997)
- 스틸 브리딩 (1997)
- 스몰 솔저 (1998)
- 트루 크라임 (1999)
- 팅글 부인 가르치기 (1999)
- 미스터리 알래스카 (1999)
- 리틀 니키 (2000)
- 닥터 두리틀 2 (2001)
- 노틀담의 꼽추 2 (2002) - 목소리
- 구루 (2002)
- 100마일 룰 (2002)
- 프로듀서스 (2005)
- 왓에버 웍스 (2009)
- 더 스토리: 세상에 숨겨진 사랑 (2012)
- 배트맨: 다크 나이트 리턴즈 (2012) - 목소리
- 극장판 마이 리틀 포니: 새로운 희망 (2021) - 목소리